# Crystal Machete
Crystal Machete ist das erste Solo-Album des US-amerikanischen Musiker Wes Borland. Dieser wurde erstmals durch seine Tätigkeit als Gitarrist bei Limp Bizkit bekannt. Das Album wurde als Soundtrack für einen imaginären 80er Jahre Film entworfen. Wes Borland hat sich während der Aufnahme einige Beschränkungen gesetzt: Keine verzerrten Gitarren, keine menschlichen Stimmen und so wenig Hilfe von außen wie möglich.
Das Album wurde im Mai 2016 über Borlands Eigenlabel Edison Sound Records herausgebracht. Im September erschien eine auf 500 Stück limitierte Doppel-Vinyl-LP.

## Titelliste
Alle Lieder, komponiert und arrangiert von Wes Borland.
| #  | Titel                              | Länge |
| -- | ---------------------------------- | ----- |
| 1  | Main Titles                        | 6:28  |
| 2  | Vltava                             | 3:12  |
| 3  | Jubilee                            | 4:33  |
| 4  | White Stallion                     | 4:47  |
| 5  | Sayonara Big C                     | 1:27  |
| 6  | Svalbard                           | 11:07 |
| 7  | Son of a Gun                       | 4:00  |
| 8  | Reprise                            | 4:06  |
| 9  | Crystal Machete                    | 5:23  |
| 10 | The Cliffs                         | 7:33  |
| 11 | Ithaca – vinyl edition bonus track |       |
| 12 | End Credits                        | 8:53  |